# Daphnella elata
Daphnella elata är en snäckart som beskrevs av Dall 1889. Daphnella elata ingår i släktet Daphnella och familjen kägelsnäckor. Inga underarter finns listade i Catalogue of Life.